# Dichromodes orthozona
Dichromodes orthozona là một loài bướm đêm trong họ Geometridae.